# 7 Grupa Artylerii
7 Grupa Artylerii (7 GA) – grupa artylerii Wojska Polskiego II RP.
7 Grupa Artylerii została utworzona w terminie do 15 stycznia 1929 r. na podstawie rozkazu L. 1019/Org. ministra spraw wojskowych z dnia 31 grudnia 1928 r. Proces formowania grupy zakończony został w marcu tego roku. Dowództwo grupy powstało na bazie dotychczasowego 7 Okręgowego Szefostwa Artylerii.
Minister spraw wojskowych rozkazem B. Og. Org. 403 Tjn. Org. II, ogłoszonym 18 maja 1929, przydzielił 11 dywizjon artylerii konnej pod względem wyszkolenia z 7 do 8 Grupy Artylerii.
Dowództwu 7 Grupy Artylerii podporządkowane zostały oddziały i pododdziały organicznej artylerii wielkich jednostek piechoty i kawalerii oraz jednostki artylerii Odwodu Naczelnego Wodza, stacjonujące na terenie Okręgu Korpusu Nr VII.

## Obsada personalna
Dowództwo Artylerii Okręgu Generalnego „Poznań”
Sztabowy oficer inspekcyjny artylerii Okręgu Generalnego „Poznań”
Szefostwo Artylerii i Służby Uzbrojenia Okręgu Korpusu Nr (VII 1921–1926)
- szef - płk art. Edmund Knoll-Kownacki (1 IX 1921 – VIII 1922)
- szef - gen. bryg. Jan Medwadowski (od 25 VI 1924)
- zastępca szefa - płk art. Mikołaj Gomólicki (od 2 X 1925)

7 Okręgowe Szefostwo Artylerii (1926–1928)
- szef - gen. bryg. Jan Medwadowski (1926 – 22 III 1929 → dowódca 7 GA)
- zastępca szefa - płk art. Mikołaj Gomólicki (1926 – 22 III 1929 → szef 7 Okręgowego Szefostwa Uzbrojenia)

7 Grupa Artylerii (1929-1939)
- gen. bryg. Jan Medwadowski (III 1929 – I 1930)
- płk art. Mieczysław Maciejowski (I – 30 XI 1930)
- płk art. Jan Chmurowicz (XII 1930 – IX 1931)
- płk art. Michał Jancewicz (do 1939)

## Ordre de Bataille 7 Grupy Artylerii w 1939
Dowództwo 7 Grupy Artylerii w Poznaniu
- dowódca grupy - płk art. Michał Jancewicz → dowódca artylerii Armii „Poznań”
- oficer sztabu - mjr art. Wojciech Wilkoński → I oficer sztabu dowódcy artylerii Armii „Poznań”

artyleria ONW:
- 7 pułk artylerii ciężkiej wielkopolskiej w Poznaniu

artyleria wielkich jednostek:
- 14 Wielkopolski pułk artylerii lekkiej w Poznaniu
- 17 pułk artylerii lekkiej w Gnieźnie
- 25 pułk artylerii lekkiej w Kaliszu (II dywizjon w Ostrowie Wlkp.)
- 17 dywizjon artylerii ciężkiej w Gnieźnie
- 7 dywizjon artylerii konnej